# Гао Бэйбэй
Га́о Бэйбэ́й (кит. упр. 高蓓蓓; 8 февраля 1975) — китайская гребчиха-байдарочница, выступала за сборную Китая на всём протяжении 1990-х годов. Участница летних Олимпийских игр в Атланте, трёхкратная чемпионка Азиатских игр, серебряная призёрша чемпионата мира, победительница многих регат национального и международного значения.

## Биография
Гао Бэйбэй родилась 8 февраля 1975 года.
Первого серьёзного успеха на взрослом международном уровне добилась в 1994 году, когда попала в основной состав китайской национальной сборной и выступила на Азиатских играх в Хиросиме, где впоследствии одержала победу в зачёте двухместных байдарок на дистанции 500 метров. Год спустя побывала на чемпионате мира в немецком Дуйсбурге, откуда привезла награду серебряного достоинства, выигранную в полукилометровой гонке четвёрок — в финале её обошёл только экипаж из Германии.
Благодаря череде удачных выступлений Гао удостоилась права защищать честь страны на летних Олимпийских играх 1996 года в Атланте — стартовала здесь на пятистах метрах в одиночках и четвёрках: в первом случае остановилась на стадии полуфиналов, где показала девятый результат, тогда как во втором случае успешно дошла до финала и в решающем заезде финишировала четвёртой, немного не дотянув до призовых позиций.
После Олимпиады в США Гао Бэйбэй осталась в основном составе гребной команды Китая и продолжила принимать участие в крупнейших международных регатах. Так, в 1998 году она выступила на Азиатских играх в Бангкоке, где одержала победу сразу в двух дисциплинах, в двойках и четвёрках на пятистах метрах. Вскоре по окончании этих соревнований приняла решение завершить карьеру профессиональной спортсменки, уступив место в сборной молодым китайским гребчихам.